# Trodin On
A Trodin On Gentleman német reggae-zenész első lemeze 1999-ből.

## Számok
1. Heat Of The Night
2. Tek Time Fi Grow
3. Jah Jah Never Fail
4. Fade Away
5. Lion
6. Quita Space
7. War & Crime
8. Human Being
9. True Love
10. A Who Dam Want Blame
11. No Competiton
12. Right Side Of Life
13. Allstar Jam
14. Trodin On